# (118178) Rinckart
(118178) Rinckart est un astéroïde de la ceinture principale.

## Description
(118178) Rinckart est un astéroïde de la ceinture principale. Il fut découvert le 23 septembre 1992 à Tautenburg par Freimut Börngen. Il présente une orbite caractérisée par un demi-grand axe de 2,59 UA, une excentricité de 0,24 et une inclinaison de 9,1° par rapport à l'écliptique.

## Compléments